# 杰奎琳·梅比
杰奎琳·马比（英語：Jacqueline Mabey），出生于美国新泽西州，是一位活动家、策展人，知名於参与艺术与女权主义（一个帮助解决維基百科的性別偏誤的编辑松）。

## 背景
梅比出生在美国新泽西州威林伯勒镇，在威尔弗里德·劳雷尔大学、麦吉尔大学和不列颠哥伦比亚大学学习艺术史。

## 事业
2014年，梅比与沙恩·埃文斯、迈克尔·曼丁伯格和劳雷尔·普塔克共同创立了“艺术与女权主义”项目，此举是因为维基百科上的女性编辑仅占全部编辑的8.5%。2014年的活动有600名志愿者参与，到2015年的全球活动有1300名志愿者，人数翻了一番。到2016年，志愿者人数超过2500人。《外交政策》杂志将梅比列为2014年全球100位主要思想家之一。

## 出版物
- Evans, Siân; Mabey, Jacqueline; Mandiberg, Michael. . Art Documentation: Journal of the Art Libraries Society of North America. 2015-01-01, 34 (2): 194–203. JSTOR 10.1086/683380. doi:10.1086/683380.[8]
- "I WUD PREFER NOT 2: Notes on failure, refusal, fraud in recent media art", KAPSULA (May): 19-21.[9]